# Sinoxylodes curtulus
Sinoxylodes curtulus là một loài bọ cánh cứng trong họ Bostrichidae. Loài này được Lrichson miêu tả khoa học năm 1847.